# Campionati mondiali di ginnastica artistica 2014 - Corpo libero femminile
La finale ad attrezzo al corpo libero ai Campionati Mondiali 2014 si è svolta alla Guangxi Gymnasium di Nanning, Cina, il 12 ottobre 2014.

## Risultati
| Pos.    | Ginnasta          | D Score | E Score | Pen.  | Totale |
| ------- | ----------------- | ------- | ------- | ----- | ------ |
| Oro     | Simone Biles      | 6.400   | 8.933   | —     | 15.333 |
| Argento | Larisa Iordache   | 6.300   | 8.500   | —     | 14.800 |
| Bronzo  | Alija Mustafina   | 6.200   | 8.533   | —     | 14.733 |
| 4       | Mykayla Skinner   | 6.500   | 8.200   | —     | 14.700 |
| 5       | Vanessa Ferrari   | 6.300   | 8.366   | —     | 14.666 |
| 6       | Larrissa Miller   | 5.800   | 8.433   | —     | 14.233 |
| 7       | Erika Fasana      | 5.700   | 8.200   | —     | 13.900 |
| 8       | Claudia Fragapane | 6.000   | 7.400   | 0.300 | 13.100 |

## Qualificazioni
| Pos. | Ginnasta            | Totale | Qual. |
| ---- | ------------------- | ------ | ----- |
| 1    | Simone Biles        | 15.366 | Q     |
| 2    | Larisa Iordache     | 14.933 | Q     |
| 3    | Mykayla Skinner     | 14.700 | Q     |
| 4    | Vanessa Ferrari     | 14,566 | Q     |
| 5    | Alija Mustafina     | 14.500 | Q     |
| 6    | Claudia Fragapane   | 14.400 | Q     |
| 7    | Erika Fasana        | 14.233 | Q     |
| 8    | Larrissa Miller     | 14.166 | Q     |
| 9    | Roxana Popa Nedelcu | 14.166 | R1    |
| 10   | Alyssa Baumann      | 14,00  |       |
| 11   | Shang Chunsong      | 13.966 | R2    |
| 12   | Lara Mori           | 13.900 |       |
| 13   | Marta Pihan-Kulesza | 13,900 | R3    |